# Schizonycha heudelottii
Schizonycha heudelottii är en skalbaggsart som beskrevs av Blanchard 1851. Schizonycha heudelottii ingår i släktet Schizonycha och familjen Melolonthidae. Inga underarter finns listade i Catalogue of Life.